# Paul Nikolaus
Paul Nikolaus, bürgerlich Paul Nikolaus Steiner, (* 30. März 1894 in Mannheim; † 31. März 1933 in Zürich) war ein deutscher Dichter und Bühnenautor, Kabarettist und Conférencier.

## Leben
Paul Nikolaus Steiner wurde 1894 in Mannheim geboren, besuchte das dortige Karl-Friedrich-Gymnasium und studierte anschließend Betriebswirtschaft. Er trat als Paul Nikolaus ab 1921 bei Trude Hesterberg in der Wilden Bühne auf, danach in der Gondel, wo er sich zum links-liberalen scharfzüngigen Conférencier entwickelte. Paul Morgan und Kurt Robitschek holten ihn 1925 ans Kabarett der Komiker, kurz Kadeko.
1927 conférierte er das Deutschland-Gastspiel der AgitProp-Truppe Blaue Bluse aus Moskau in der Piscator-Bühne am Nollendorfplatz.
Friedrich Hollaender engagierte ihn 1930 an sein Kabarett-Theater Tingeltangel. 1932 beteiligte er sich zusammen mit Alexander Roda Roda und Erich Kästner an Lesungen für das fliegende Kabarett Die Wespen des Leon Hirsch.
Im Schauspielhaus gab er Vortragsabende mit Hans Reimann und Lina Carstens.
1933 vor den Nationalsozialisten nach Zürich in die Schweiz geflohen, nahm er sich in Luzern am 31. März das Leben.
Von ihm sind mehrere Bände mit Gedichten und Vortragsrepertoire erschienen. Er wirkte an drei Spielfilmen in verschiedenen Funktionen mit und besprach mehrere Grammophonplatten bei Lindströms Odeon.

## Werke

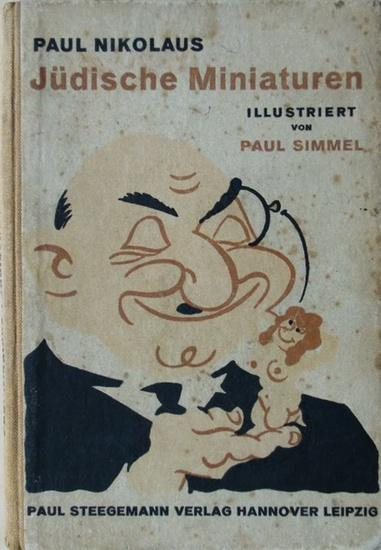
Jüdische Miniaturen, 1924.,illustriert von Paul Simmel

- Paul Nikolaus: Jüdische Miniaturen : Schnurren u. Schwänke. Paul Steegemann, Hannover 1924.
- Paul Nikolaus: Tänzerinnen. Delphin-Verlag, München 1919.
- Paul Nikolaus, Egon Jacobsohn: Die blaue Mauritius. Lustspiel in 3 Akten. Oesterheld, Berlin 1931.
- Paul Nikolaus (Hrsg.): Der lachende Sarg. Geschichten aus dem Nachlaß von Peter Natron. Medusen-Verlag, München 1919.
- Paul Nikolaus: Katastrophe! Verse der Hingabe. Dresdner Verlag von 1917, Dresden 1919. (Das neuste Gedicht, H. 29)
- Paul Nikolaus Steiner: Tänzerinnen. Illustriert von Ernest Julian Stern. Delphin-Verlag, 1919[10]
- Paul Nikolaus: Eine Conference über Max Hansen. In: Die Bühne. Jg. 5, H. 165, 5. Jan. 1925, S. 15.[11]
- Michael Robinson (Hrsg.): An International Annotated Bibliography of Strindberg Studies 1870–2005. Vol. 2: The Plays. Modern Humanities Research Assn, London 2008, ISBN 978-0-947623-82-1, S. 1058 f.
- Paul Nikolaus: Mannheimer Theater. Strindbergs „Nach Damaskus“, Die neue Schaubühne (Dresden) (1920) 27–28 [7 November 1919. A version of all three parts performed as a passion play in a single evening, Dir. Fritz Wendhausen; The Unknown: Max Grünberg; Lady: Lore Busch. 7 performances]
- Paul Nikolaus: Mannheimer Theater. Strindbergs „Nach Damaskus“. In: Hans Peter Bayerdörfer (Hrsg.): Strindberg auf der deutschen Bühne. S. 301–303.

## Wiederveröffentlichungen
- Paul Nikolaus: In Claires Hände. aus: Katastrophe! Verse der Hingabe. Dresdner Verlag von 1917, Dresden 1919. (online)
- Paul Nikolaus: Das sanfte Glück. Novelette, aus: Die flammende Venus. Erotische Novellen. ausgewählt von Reinhold Eichacker. Universal Verlag, München 1919. (online)
- Paul Nikolaus: Der Original Zille Girls Song. In: Volker Kühn (Hrsg.): Kleinkunststücke. Bd. 2: Hoppla wir beben. Kabarett einer gewissen Republik 1918-1933. Quadriga, Weinheim 1988, ISBN 3-88679-162-9, S. 223. (PDF; 27 kB)
- Paul Nikolaus Steiner: Jüdische Miniaturen. Schnurren und Schwänke. Mit 11 Zeichnungen von Paul Simmel. Unveränderte Neuauflage, Wellhöfer Verlag, Mannheim 2016, ISBN 9783954281916

## Tondokumente
- Etwas über Musik (Text: Nikolaus) Odeon O-2349 (Be 6307-2) 11.27
- Berliner Verkehrsregeln (Text: Nikolaus) Odeon O-2349 (Be 6308) 11.27
- Kabarett-Revue I und II (Conférence: Nikolaus) Odeon O-11 634 (Be 9860/9861) 03.32
- Tonfilmsterne I und II (Conférence: Nikolaus) Odeon O-11 651 (Be 9893/9894) 05.32
- Odeon-Parade I und II (Conférence: Nikolaus) Odeon O-11 756 (Be 10 109 / 10 110) 12.32

## Spielfilme
- Indizienbeweis. Spielfilm 1928, Regie: Georg Jacoby [Darsteller: Staatsanwalt]
- Das Kabinett des Dr. Larifari. Spielfilm 1930, Regie: Robert Wohlmuth [Liedtexte: mit Max Hansen, Armin Robinson, Robert Gilbert]
- Susanne macht Ordnung. Spielfilm 1930, Regie: Eugen Thiele [Drehbuch: mit Eugen Thiele, Wolfgang Wilhelm]